# Lý Huệ Tông
Lý Huệ Tông (chữ Hán: 李惠宗; tháng 7 năm 1194 – 3 tháng 9 năm 1226) là vị hoàng đế thứ tám của nhà Lý, cai trị từ năm 1210 đến năm 1224. Ông tên thật là Lý Sảm (李旵) hay Lý Hạo Sảm, sinh tại kinh đô Thăng Long, Đại Việt.

## Thân thế
Lý Sảm là đích trưởng tử của Lý Cao Tông, mẹ là hoàng hậu họ Đàm, sinh vào tháng 7 năm Giáp Dần (1194) tại kinh đô Thăng Long, Đại Việt. Năm Mậu Thìn (1208), ông được vua cha lập làm Thái tử khi 15 tuổi.

## Thái tử

### Chạy loạn về Hải Ấp
Năm 1209, vua Cao Tông nghe lời gian thần Phạm Du, giết trung thần Phạm Bỉnh Di. Bộ tướng của Bỉnh Di là Quách Bốc khởi binh báo thù cho chủ, đánh vào kinh thành, lập con thứ của vua là Lý Thầm làm vua. Vua Cao Tông chạy lên Quy Hóa; Thái tử Sảm cùng mẹ và hai em gái chạy về Hải Ấp, nơi Trần Lý cai quản.
Trần Lý và Tô Trung Từ bèn đón vương tử Sảm lập làm vua, tôn xưng là Thắng vương. Thái tử Sảm thấy con gái của Trần Lý là Trần Thị Dung có nhan sắc bèn lấy làm vợ. Nhân đó Trần Lý được phong làm Hải Minh Tự, Tô Trung Từ làm Điện tiền Chỉ huy sứ.
Biết tin Thái tử Sảm lập triều đình riêng và tự ý phong tước cho Trần Lý, Tô Trung Từ, Phạm Ngu... nên vua Lý Cao Tông ở Quy Hóa muốn đánh dẹp, bèn sai Phạm Du đi để liên lạc với họ Đoàn (Đoàn Thượng, Đoàn Văn Lôi) ở vùng Hồng. Nhưng Du trễ nải công việc, bị quân của hào trưởng Bắc Giang là Nguyễn Nậu và Nguyễn Nải bắt, giao cho Thái tử Sảm rồi giết chết.
Trần Lý và Tô Trung Từ bèn mang quân đánh về kinh thành dẹp Quách Bốc để lập công với nhà Lý. Cuối năm 1209, loạn Quách Bốc bị dẹp, Trần Lý tử trận, Tô Trung Từ đón vua Cao Tông về cung. Do Phạm Du đã chết mà thế lực Trung Từ mạnh nên vua Cao Tông buộc phải dựa vào Trung Từ. Đàm Dĩ Mông trước đã hàng phục Lý Thầm và Quách Bốc vẫn không bị trị tội, được làm chức thái úy.
Đầu năm 1210, Cao Tông đau yếu, mới sai người đón Thái tử Sảm về kinh. Tháng 10 năm 1210, Lý Cao Tông chết. Thái tử Sảm nối ngôi, tức là Lý Huệ Tông. Việc đầu tiên vua làm là sai Phạm Bố và Tô Trung Từ đón Trần Thị Dung vào cung, lập làm nguyên phi; cho Trung Từ làm Thái úy phụ chính, phong anh Thị Dung là Thuận Lưu bá Trần Tự Khánh làm Chương Thành hầu. Vua lại còn tin tưởng, giao quyền bính cho Thái úy Đàm Dĩ Mông là một người nhu nhược và thiếu học thức.

## Cai trị

### Ngả theo họ Đoàn
Tuy loạn Quách Bốc bị dẹp nhưng nhiều nơi còn cát cứ chưa hàng phục triều đình. Nhiều hào trưởng địa phương, tướng triều đình mang quân ly khai.
Xác Cao Tông chưa kịp chôn, trong triều đã xảy ra biến loạn. Tô Trung Từ trở thành quyền thần trong triều. Tháng 12 năm 1210, Đỗ Kính Tu nhận ủy thác của vua trước là Cao Tông mưu giết Trung Từ nhưng không xong, bị Trung Từ bắt dìm chết dưới nước ở bến Đại Thông. Sau đó Nội hầu Đỗ Thế Quy cũng mưu phát binh giết Trung Từ không thành, cũng bị Trung Từ giết chết.
Tháng 7 năm 1211, Tô Trung Từ đang đêm sang Gia Lâm tư thông với công chúa Thiên Cực, bị quan nội hầu Vương Thượng là chồng công chúa giết chết. Con rể Trung Từ là tướng Nguyễn Ma La bị tướng dưới quyền Tô Trung Từ là Nguyễn Trinh giết.
Trần Thừa lập kế giết Nguyễn Trinh. Trần Tự Khánh nhân lúc kinh thành bỏ trống, lập tức mang quân về kinh sư, an táng người cậu Tô Trung Từ ở làng Hoạch. Các tướng cát cứ ở Hồng châu là Đoàn Thượng và Đoàn Văn Lôi nói vu Trần Tự Khánh với vua Huệ Tông rằng:
"Trần Tự Khánh đem binh về kinh sư là muốn mưu đồ việc phế lập".
Huệ Tông tin là thật, nổi giận, bèn hạ chiếu cho các đạo binh đánh Trần Tự Khánh và giáng Nguyên phi Trần Thị Dung xuống làm Ngự nữ. Đoàn Thượng và Đoàn Văn Lôi đem binh về kinh sư. Huệ Tông hạ chiếu tấn phong tước hầu cho Đoàn Thượng, và kêu gọi các chư hầu tiêu diệt Trần Tự Khánh.
Lúc bấy giờ, Trần Tự Khánh dẫn quân đi đánh khắp nơi, thu phục được nhiều đất, đặc biệt chiếm được Hồng châu, vùng từ Lạng châu đến núi Tam Trĩ hết thảy đều là đất của họ Trần. Tự Khánh do lo sợ Trần Thị Dung ở trong kinh sư bị hãm hại, kéo binh đến bến Tế Giang, sát ngay Thăng Long.
Đàm Thái hậu ngờ vực Tự Khánh có ý phế lập ngôi vua. Bà bèn đem ba Hoàng tử; Nhân Quốc vương, Lục hoàng tử và Thất hoàng tử con của Cao Tông với các thị thiếp khác dìm đầu chết ở sau giếng trong cung. Rồi sai đem xác cả ba ngươi vứt ra ngoài thành. Quần thần đều sợ Thái hậu không ai dám can. Thế là ngôi vị của Huệ Tông được giữ vững mà không sợ bị phế lập.

### Bỏ chạy lên Lạng Châu
Tuy nhiên, Trần Tự Khánh liên minh với Nguyễn Tự ở Quốc Oai đánh bại họ Đoàn. Sau đó lại nhân Tự chết, Tự Khánh dụ hàng tướng của Tự là Nguyễn Cuộc, kiêm tính vùng Quốc Oai.
Huệ Tông không muốn dựa vào họ Trần nhưng thấy thế lực họ Trần mạnh lên, một mặt truyền cho văn võ bá quan đều phải nghe mệnh lệnh Trần Tự Khánh; mặt khác, Huệ Tông lại cùng với Thái hậu Đàm thị và một số cận thần vẫn ngầm mưu diệt họ Trần.
Đầu năm 1213, Thái hậu sai người đi với các tướng sĩ ở đạo Phù Lạc, ở đạo Bắc Giang, hẹn ngày cùng phát binh đánh Tự Khánh. Đúng ngày đã định, các tướng Phan Thế ở Phù Lạc, Ngô Mãi ở Bắc Giang tiến đến cửa Đại Hưng (cửa nam thành Thăng Long). Tự Khánh đang ở bến Đại Thông, nghe tin đó liền kéo quân lên kinh sư, vào cấm thành, đốt cầu Ngoạn Thiềm rồi lại trở về Đại Thông.
Lý Huệ Tông bèn cùng thái sư Đàm Dĩ Mông tự làm tướng, hẹn với quân Hồng châu đi đánh Tự Khánh, đến Mễ Sở gặp quân của họ Trần do Vương Lê, Nguyễn Cải chỉ huy. Hai bên chưa giao chiến, quân của Lê, Cải mới hò reo tiến lên, quân triều đình đã tự tan vỡ. Vương Lê, Nguyễn Cải bắt được thuyền rồng. Cánh quân đạo Bắc Giang do Thái sư Đàm Dĩ Mông thống xuất tới bến An Diên (Thường Tín, Hà Tây) thì bị quân của Trần Thừa tiến đánh.
Em họ Trần Tự Khánh là Trần Thủ Độ cùng Trần Hiến Sâm ở tả ngạn cũng tiến đánh thắng quân triều đình. Các tướng họ Trần khác là Phan Lân, Nguyễn Nộn từ Quốc Oai tiến đến chợ Dừa đánh thắng các tướng ở Hồng châu là Đoàn Cấm, Vũ Hốt. Lý Huệ Tông thất thế phải chạy lên Lạng Châu, ở nhà Phò mã đồng thời là quan Nội hầu Vương Thượng (chồng công chúa Thiên Cực).
Trần Tự Khánh chiếm được kinh đô, sai người đem thư lên Lạng Châu gặp Huệ Tông để rước về nhưng Huệ Tông không nghe.

### Dựa vào Nguyễn Nộn
Không đón được Huệ Tông về kinh, Tự Khánh đón một người con của vua Lý Anh Tông là Huệ Văn vương lập làm vua mới, hiệu là Nguyên vương, cải nguyên là Càn Ninh.
Các bộ tướng của Trần Tự Khánh là Đỗ Bị, Nguyễn Nộn phản lại Tự Khánh khiến tình hình thêm rối ren. Nguyễn Nộn ở Bắc Giang sau khi đánh bại một cuộc tấn công của họ Đoàn bèn phản lại Trần Tự Khánh, xây dựng một thế lực rất lớn. Tự Khánh lấy hết vàng bạc, của cải các kho và phóng hỏa đốt kinh đô rồi đón vua mới là Càn Ninh xuống hành cung Lý Nhân (Hà Nam).
Nguyễn Nộn đem binh đến Thăng Long đánh nhau với Tự Khánh. Huệ Tông và thái hậu đang ở Nam Sách trở về Thăng Long, phong cho Nguyễn Nộn tước hầu để mượn tay Nộn chống họ Trần. Cục diện trong nước lúc này đại thể hình thành ba thế lực: Phía bắc là Nguyễn Nộn, phía đông là Đoàn Thượng, phía nam là Trần Tự Khánh.
Ngoài mấy lực lượng lớn còn có những thế lực nhỏ ở các địa phương. Một thế lực cát cứ khá quan trọng là Ô Kim hầu Lý Bát ở đất Ô Kim (Hoài Đức, Hà Tây). Ở Quy Hóa (miền Yên Bái, Tuyên Quang dọc sông Hồng) có họ Hà, cha truyền con nối cai trị đất trại này. Ngoài ra, còn họ Phạm ở Nam Sách. Khắp nơi trong nước vẫn trong tình trạng hỗn loạn.

### Quay về với họ Trần
Đầu năm 1214, Huệ Tông chạy đến hương Bình Hợp, Trần Tự Khánh đem quân bao vây Thăng Long, đốt cung điện, phá nhà cửa. Huệ Tông phải dựng lều tranh để ở.
Đầu năm 1216, Huệ Tông lại lập Trần Thị Dung (trước bị giáng xuống làm Ngự nữ) làm Thuận Trinh Phu nhân. Đàm Thái hậu cho Trần Tự Khánh là kẻ phản trắc, thường chỉ vào Trần Thị Dung mà nói là bè đảng của giặc, bảo Huệ Tông đuổi bỏ đi; lại sai người nói với phu nhân bảo phải tự sát. Huệ Tông biết bèn ngăn lại. Đàm Thái hậu bỏ thuốc độc vào món ăn uống của phu nhân. Mỗi bữa ăn vua chia cho phu nhân một nửa và không lúc nào cho rời bên cạnh.
Tháng 4 năm 1216, các tướng ở Cảo Xã (Nhật Tảo, Từ Liêm, Hà Nội) là Đỗ Át, Đỗ Nhuế chống lại triều đình. Lý Huệ Tông dựa vào Lý Bát, sai Bát đánh lại, nhưng không thắng. Trước tình thế đó, Huệ Tông đành lại quay về nương nhờ anh em họ Trần.
Khi đó trong triều, Đàm Thái hậu ngày ngày muốn giết Trần Thị Dung, sai người cầm chén thuốc độc bắt phu nhân phải chết. Huệ Tông ngăn lại không cho, rồi đêm ấy cùng với phu nhân lẻn đi đến chỗ quân của Tự Khánh; gặp khi trời đã sáng, phải nghỉ lại ở nhà tướng quân Lê Mịch ở huyện Yên Duyên, gặp tướng của Tự Khánh là Vương Lê đem binh thuyền đến đón.
Huệ Tông bèn đỗ lại ở bãi Cửu Liên và truyền cho Tự Khánh đến chầu. Tự Khánh đón được Huệ Tông, bèn phế Nguyên vương mà mình từng đưa lên ngôi xuống làm Huệ Văn vương.

### Phát điên
Tháng 12 năm 1216, Thuận Trinh Phu nhân Trần Thị Dung được phong làm Hoàng hậu. Từ lúc đó, anh em, thân thuộc họ Trần chiếm hết các chức văn võ quan trọng trong triều. Tự Khánh làm Phụ chính Thái úy, Trần Thừa làm Nội thị Phán thủ. Trần Thừa cho đúc vũ khí, dần dần chấn chỉnh lại quân đội.
Vua Huệ Tông lại bị trúng phong, đau yếu luôn, không đi đâu được, lại không sinh được hoàng tử, chỉ có công chúa.
Lúc ấy, tháng 12 năm 1216, liên quân Chân Lạp và chư hầu Chiêm Thành đến cướp phá châu Nghệ An. Lý Bất Nhiễm, giữ chức bá chưởng châu, cản phá được. Đến tháng 10 năm 1218, quân Chân Lạp, Chiêm Thành lại sai đánh Nghệ An. Lý Bất Nhiễm lại đánh tan. Bất Nhiễm được phong tước hầu, ban thái ấp, được hưởng lộc đúng với thực số 1500 hộ.
Tháng 3 năm Đinh Sửu (1217), vua phát điên, nhiều lúc tự xưng là Thiên tướng giáng trần, tay cầm giáo và mộc, cắm cờ nhỏ vào búi tóc và múa hát:
Ta đây là tướng nhà trời,
Hôm nay giáng thế cho người sợ oai.
Từ sớm đến chiều không nghỉ, khi múa xong thì đổ mồ hôi, nóng bức khát nước, uống rượu ngủ li bì đến hôm sau mới tỉnh.
Chính sự giao phó cả cho Trần Tự Khánh. Tự Khánh ra tay đánh dẹp các lực lượng cát cứ của Đỗ Bị, Lý Bát, Hà Cao. Đoàn Thượng thấy thế lực họ Trần mạnh, tạm quy hàng triều đình, được phong tước vương và vẫn giữ vùng Hồng châu.
Năm 1223, Phụ quốc Thái úy Trần Tự Khánh chết, quyền lực lại rơi vào tay em họ Tự Khánh là Trần Thủ Độ. Anh Tự Khánh là Trần Thừa được phong là Phụ quốc Thái úy.
Năm 1224, bệnh vua càng nặng hơn. Vua đem chia cả nước làm 24 lộ, chia cho các công chúa, lại phong Trần Thủ Độ làm Điện tiền Chỉ huy sứ. Đến tháng 10, dưới sức ép của Trần Thủ Độ, ông chính thức nhường ngôi lại cho con gái là công chúa Chiêu Thánh mới lên 8 tuổi, tức là Lý Chiêu Hoàng. Huệ Tông lên làm Thái thượng hoàng và đi tu ở chùa Bát Tháp, lấy pháp danh là Huệ Quang Đại sư

## Bị bức tử và lời tiên tri
Không lâu sau, Trần Thủ Độ sắp đặt để Lý Chiêu Hoàng nhường ngôi cho chồng là Trần Cảnh, tức là Trần Thái Tông. Nhà Lý mất về tay nhà Trần từ đó (1225).
Sau khi làm sư, Huệ Tông vẫn thường đi dạo chơi trong kinh thành. Một hôm đi chơi qua chợ Đông, dân chúng nhận ra, xúm lại xem, có người còn khóc thương.
Năm 1226, Trần Thủ Độ sợ lòng dân nhớ vua cũ, bèn chuyển Huệ Quang vào chùa Chân Giáo.
Một lần Thủ Độ thấy Huệ Tông nhổ cỏ ở vườn, Thủ Độ nói:
Nhổ cỏ phải nhổ cả rễ sâu.
Huệ Tông nói:
Điều ngươi nói, ta hiểu rồi.
Sau đó, ông tự tử ở sau vườn, trước khi chết còn khấn:
Thiên hạ nhà ta đã vào tay ngươi, ngươi lại còn giết ta, ngày nay ta chết, đến khi thác con cháu ngươi cũng sẽ bị như thế.
Lời khấn của ông dường như là lời tiên tri đã linh nghiệm vào 170 năm sau. Năm 1398, Đại thần Hồ Quý Ly đã ép vị vua lúc đó là vua Trần Thuận Tông nhường ngôi cho con tức vua Trần Thiếu Đế và đi tu theo Đạo giáo. Năm 1400, sau khi lên ngôi thì Quý Ly đã bức tử vua Thuận Tông như cách mà Trần Thủ Độ bức tử vua Lý Huệ Tông.
Lý Hạo Sảm mất ngày mồng 10 tháng 8 năm Bính Tuất (tức ngày 3 tháng 9 năm 1226), thọ 33 tuổi, làm vua 14 năm, đi tu 2 năm. Thủ Độ cho hỏa táng xác ông, chứa xương vào tháp chùa Bảo Quang, tôn miếu hiệu là Huệ Tông.
Có người nói rằng lời nói trước khi chết của ông sau này đã ứng nghiệm, khi Hồ Quý Ly giết hại nhiều tôn thất nhà Trần, sau rồi soán ngôi và lập ra nhà Hồ.

Theo Đại Việt Sử ký Toàn thư:
Sử thần Ngô Sĩ Liên nói: Vào thời Huệ Tông, mối họa trong thiên hạ đã sâu. Mà người làm vua lại không phải bậc chủ nhân cương cường, dùng kẻ làm chính trị lại là bọn mềm yếu nhu nhược, muốn trị mối họa sâu xa ấy thì làm sao có thể thành công? Huống hồ nhà vua lại mắc bệnh hiểm nghèo, chữa trị không hiệu quả, lại không có con nối dõi để kế thừa đại thống, điềm báo nguy vong đã hiện rõ từ trước.
Chuyện kể rằng khi Lý Tổ mới được thiên hạ, xe ngự theo lệ cũ về chùa Cổ Pháp, tại làng Phù Đổng, có thần nhân đề thơ ở cột chùa rằng: "Nhất bát công đức thủy/ Tùy duyên hóa thế gian/ Quang quang trùng chiếu chúc/ Một ảnh nhật đăng san"「一鉢功德水，隨緣化世間。光光重照燭，没影日登山。」(Một bát nước công đức của Phật, theo cơ duyên sinh thành thế gian. Vằng vặc hai lần đuốc soi sáng; mặt trời gác núi là hết bóng).

Lúc đó, sư Vạn Hạnh dâng bài thơ ấy lên, Lý Tổ xem xong nói: “Việc của thần nhân, không thể hiểu được.” Người đời truyền tụng, nhưng không ai hiểu được ý nghĩa. Đến khi nhà Lý mất, mới lấy bài thơ ấy làm ứng nghiệm. Bởi từ Huệ Tông ngược lên đến Thái Tổ là tám đời, mà Huệ Tông tên là Sảm, ứng với câu “mặt trời lên núi, không còn bóng”. Vậy thì sự hưng thịnh của nhà Lý là do trời, mà sự mất cũng là do trời vậy.

## Gia quyến
Thân Phụ: Lý Cao Tông
Thân Mẫu: An Toàn Hoàng Hậu Đàm Thị

### Hậu Cung
| STT | Danh hiệu                        | Tên                  | Sinh mất  | Cha     | Ghi chú |
| --- | -------------------------------- | -------------------- | --------- | ------- | --- |
| 1   | Thuận Trinh Hoàng hậu (順貞皇后) | Trần Thị Dung (陳氏) | 1193-1259 | Trần Lý | Bà là mẹ ruột của Lý Chiêu Hoàng và Hiển Từ Thuận Thiên Hoàng hậu, cả hai đều là hoàng hậu của người cháu gọi bà bằng cô, Trần Thái Tông Trần Cảnh. |

### Hậu Duệ
| STT | Danh hiệu                        | Tên                                                       | Sinh mất      | Mẹ                               | Ghi chú |
| --- | -------------------------------- | --------------------------------------------------------- | ------------- | -------------------------------- | --- |
| 1   | Thuận Thiên Công chúa (順天公主) | Lý Ngọc Oanh (李宝莹)                                     | 6/1216-6/1248 | Thuận Trinh Hoàng hậu (順貞皇后) | Được lập làm Hoàng hậu của Trần Thái Tông sau khi em gái bị phế bỏ.Sinh mẫu của Trần Thánh Tông Trần Hoảng.                                                                                       |
| 2   | Chiêu Thánh Công chúa (昭聖公主) | Lý Phật Kim (李佛金) sau đổi thành Lý Thiên Hinh (李天馨) | 9/1218-3/1278 | Thuận Trinh Hoàng hậu (順貞皇后) | Hoàng đế cuối cùng của nhà Lý.Tại vị được 1 năm thì nhường ngôi cho Trần Cảnh trở thành Chiêu Thánh Hoàng hậu,sau bị giáng làm công chúa vì không sinh được con nối dõi.Tái giá với Lê Phụ Trần . |

## Bình luận
Sử thần Lê Tung thời Lê Tương Dực đã phê phán Lý Huệ Tông trong bài Đại Việt Thông giám Tổng luận:
"Huệ Tông say đắm hoang dâm, giao chính sự cho quyền thần Tô Trung Từ, Trần Tự Khánh, vua yếu tôi mạnh, trời oán người giận, chính lệnh bạo ngược, hình phạt phiền hà, dân nghèo, giặc nổi, mà cái điềm mất nước đã quyết định từ đấy."
Trong Đại Việt Sử ký Toàn thư, Ngô Sĩ Liên bàn về việc Lý Huệ Tông truyền ngôi cho con gái để đến nỗi cơ nghiệp nhà Lý mất về tay nhà Trần như sau:
Đời sau chỉ truyền ngôi cho con mà không truyền ngôi cho người hiền, vì là không có người nào được như Thuấn và Vũ. Nếu không may mà không có con thì chọn con của người tông thất nuôi làm con mình để nối giữ nghiệp lớn, đó cũng là một cách xử trí trong lúc biến vậy. Lý Nhân Tông đã làm như thế rồi, Huệ Tông sao không xét việc cũ mà làm theo, lại để đến sau lúc tật bệnh mới lập con gái mà truyền ngôi cho, thế có phải lẽ không? Các quan bấy giờ không ai nghĩ gì đến xã tắc, để cho Phùng Tá Chu viện dẫn việc Lữ hậu và Vũ hậu làm cớ mà thành ra việc Chiêu Hoàng nhường ngôi cho họ Trần, ấy là người có tội với họ Lý.
Tuy nhiên, khi đưa ra nhận định này, sử gia Ngô Sĩ Liên dường như đã không thấy một thực tế rằng: nhà Lý đã không còn thực quyền từ loạn Quách Bốc, phải dựa vào các hào trưởng địa phương và nếu không có họ Trần, họ Nguyễn hoặc họ Đoàn cũng sẽ trở thành quyền thần trong triều. Do đó, việc lập con gái làm thái tử truyền ngôi dù không phải ý nguyện của Huệ Tông thì ông cũng không thể cưỡng lại được.
Chứng điên khùng của Lý Huệ Tông thực ra xuất phát từ sự phẫn uất, ức chế và bất lực của ông trước thời cuộc khi chứng kiến cơ nghiệp dòng họ dần dần bị thôn tính mà không làm gì được. Một mặt ra lệnh các quan ủng hộ họ Trần, mặt khác vẫn ngầm liên minh các sứ quân khác để chống họ Trần, điều đó chứng tỏ Huệ Tông cũng có toan tính "hai mặt" của một nhà chính trị chứ không phải là người ngây ngô, đần độn như Tấn Huệ Đế Tư Mã Trung. Tới khi làm sư Huệ Quang, ông vẫn hoàn toàn tỉnh táo. Nghe Trần Thủ Độ nói chuyện nhổ cỏ tận gốc, rõ ràng ông nhận thức được thâm ý độc ác của quyền thần; bởi nếu là người thực sự bị tâm thần thì sẽ không thể nào hiểu được, có lẽ sẽ dốc sức cắm cúi nhổ cho được cái rễ cỏ mà thôi. Chứng điên khùng của Huệ Tông phần do phẫn uất, phần do phe cánh họ Trần nói vu ra cho nặng thêm để người ngoài nghĩ rằng vua không còn đủ "năng lực hành vi" để trị quốc.
Huệ Tông là người chồng tốt nhưng không phải là ông vua giỏi và không đủ khả năng để an định đại cục đã rối ren. Ngô Sĩ Liên trách ông tự gây ra họa ngoại thích khi tới Hải Ấp:
Thái tử Sảm đi lần này là vì nước loạn mà tránh nạn, sao lại buông lòng dâm dục ở ngoài mà tự tiện phong tước cho người?
Trách cứ của Ngô Sĩ Liên có phần quá khe khắt. Kinh thành có biến phải bôn tẩu, việc Lý Sảm phong chức cho họ Trần để kích động lòng trung thành mà dẹp loạn; sau này trở về kinh thành, ông lại mưu dựa vào những họ khác để hạn chế thế lực họ Trần; như vậy nhà vua cũng biết thuật quyền biến, không hẳn vì tình riêng với Trần Thị Dung.
Tuy nhiên, bởi Huệ Tông không đủ tài nên sau trận ra quân cùng Đàm Dĩ Mông so gươm với họ Trần thất bại, ông nói riêng và nhà Lý nói chung không còn khả năng chi phối cứu vãn đại cục. Ông loay hoay tìm trung thần nhưng rốt cục ngoảnh đi ngoảnh lại, các sứ quân không ai trung thành với nhà Lý mà đều có toan tính riêng. Lý Huệ Tông không mặn mà họ Trần nhưng lại thực lòng yêu Trần Thị Dung và điều đó được họ Trần khai thác triệt để với vai trò ngoại thích và có vị thế thuận lợi để dẹp yên thiên hạ. Nếu ông và Trần Thị Dung chỉ là phương tiện phát triển thế lực cho Trần Tự Khánh thì tới đời sau, ông lại chứng kiến đôi trẻ Lý Chiêu Hoàng và Trần Cảnh là phương tiện để Trần Thủ Độ thi hành bá quyền.
Nói một cách khái quát, Lý Huệ Tông không đủ khả năng cứu vãn chính sự nhà Lý mà vua cha Lý Cao Tông đã làm hỏng.

## Ghi danh
Ở Từ Sơn, có một con đường nhỏ được đặt theo tên ông. Con đường này chạy từ tỉnh lộ 295B (quốc lộ 1A cũ) tới Ninh Hiệp.

## Trong văn hoá đại chúng
| Năm  | Tác Phẩm                | Diễn Viên  |
| 2013 | 《Thái sư Trần Thủ Độ》 | Hứa Vĩ Văn |